# Óscar Montalva
Óscar Montalva (Santiago, Chile, 6 de agosto de 1938 - Melbourne, Australia, 28 de agosto de 1997) fue un futbolista chileno. Jugó de defensa como lateral derecho. 

## Trayectoria
Legó a la segunda infantil de Colo-Colo en 1952, desde el club de su barrio Flamengo. Su puesto era defensa central hasta que don Hugo Tassara lo ubicó como lateral, puesto que mantuvo durante todo su desempeño en Colo-Colo, el único club que defendió durante su vida de futbolista profesional. 
Los hinchas lo recuerdan, además de muy caballero, como aplicado, tenaz, inclaudicable.  En el torneo de 1963, en que Colo-Colo fue campeón, jugó los 34 partidos de la campaña.
Una vez retirado se desempeñó por tres años (1967 a 1970), como preparador físico en las series infantiles del club albo. El año 1971 se traslada a Melbourne, Australia, donde comienza una carrera liderando un proyecto de desarrollo deportivo con 200 niños a su cargo.  Una enfermedad poco conocida apagó su vida, falleciendo a los 59 años de edad.

## Selección nacional
Fue internacional con la Selección de fútbol de Chile. Comenzó siendo seleccionado juvenil, pasó a la “Selección de Promesas” y posteriormente al Seleccionado B formando parte de 45 jugadores con el entrenador nacional don Fernando Riera comenzó su trabajo preparatorio con miras a la Copa Mundial de Fútbol de 1962. En 1960 una enfermedad de largo tratamiento le impidió continuar con el normal desarrollo de su carrera futbolística.
Volvió a vestir la camiseta nacional en 1963, jugando contra Uruguay en disputa de la Copa Juan Pinto Duran. 

## Estadísticas

### Clubes
| Club      | País  | Año       |
| --------- | ----- | --------- |
| Colo-Colo | Chile | 1959-1969 |

## Palmarés

### Campeonatos nacionales
| Título           | Club      | País  | Año  |
| ---------------- | --------- | ----- | ---- |
| Primera División | Colo-Colo | Chile | 1960 |
| Primera División | Colo-Colo | Chile | 1963 |